# Васо Деведзи
Ва̀со Деведзѝ (на гръцки: Βάσω Δεβετζή) е известна гръцка пианистка.

## Биография
Родена е на 9 септември 1927 година в големия македонски град Солун, Гърция. Родена е в богато семейство на индустриалец от Пловдив, а майка ѝ е от Негуш. Още в детството ѝ родителите на Васо Деведзи я подкрепят и насърчават да се занимава с музика. Отначало се занимава с музика под ръководството на работещия в Гърция по онова време белгийски педагог Тео Кауфман. След това заминава да учи във Виена. След края на Втората световна война Васо Деведзи заминава за Париж, където усъвършенства музикалните си умения с пианото под ръководството на Маргерит Лонг. По-късно гастролира в Европа, САЩ и в СССР. Често придружава в гастролите Мстислав Ростропович.
Деведзи е близка приятелка с известните музиканти Микис Теодоракис и Мария Калас. Организира погребението на Калас. След това получава голяма сума от семейството на Калас, за да организира фондация на името на Мария Калас в подкрепа на млади музиканти. Поради тези контакти по-късно Васо Деведзи е подложена на обвинения, че Калас е отровена с помощта на Деведзи в 2004 година.

### Биографични справки
- Εγκυκλοπαίδεια Μusipedia, Δεβετζή Βάσω[неработеща препратка]

### Мултимедия
- Μεταφορά της τέφρας της Μαρίας Κάλλας στην Ελλάδα και διασκορπισμός της στο Σαρωνικό κόλπο.
- Απονομή του παρασήμου του Ταξιάρχη του Τάγματος του Φοίνικα στον βιολοντσελίστα Μστισλάβ Ροστροπόβιτς από τον Πρόεδρο της Δημοκρατίας Κωνσταντίνο Τσάτσο.

### От Гръцката радио и телевизия
- Γεγονότα δεκαετίας 1970: Επιμνημόσυνη δέηση για τη διεθνούς φήμης πιανίστα Τζίνα Μπαχάουερ[неработеща препратка]
- Γεγονότα δεκαετίας 1970: Ο Πρόεδρος του Ελληνικού Οργανισμού Τουρισμού (ΕΟΤ) Καθηγητής Γεώργιος Δασκαλάκης και η σύμβουλος της Καλλιτεχνικής Επιτροπής του Φεστιβάλ Αθηνών πιανίστα Βάσω Δεβετζή ανακοινώνουν το πρόγραμμα του Φεστιβάλ[неработеща препратка]